# سيمون ويليام
سيمون ويليام (بالإنجليزية: Simon Hale)‏ هو مؤلف موسيقى تصويرية وموسيقي وملحن بريطاني، ولد في 23 أبريل 1964 في برمنغهام في المملكة المتحدة.

## وصلات خارجية
- الموقع الرسمي
- سيمون ويليام على موقع IMDb (الإنجليزية)
- سيمون ويليام على موقع ميوزك برينز (الإنجليزية)
- سيمون ويليام على موقع أول ميوزيك (الإنجليزية)
- سيمون ويليام على موقع ديسكوغز (الإنجليزية)
- سيمون ويليام على موقع قاعدة بيانات الفيلم (الإنجليزية)